# Tankred z Hauteville
Tankred z Hauteville (980–1041) byl normanský nižší šlechtic, měl malé panství na poloostrově Cotentin. Není zela jasné, které z míst, které nesou ve svém názvu Hauteville, je to pravé, ale tradičně je za něj považována vesnice Hauteville-la-Guichard. Bylo zde zřízeno malé muzeum, které seznamuje návštěvníky s působením jeho potomků v Itálii.
Patřil k nižší šlechtě – s právem nést prapor ve válce. Byl dvakrát ženatý, obě jeho manželky byly nemanželskými dcerami normanského vévody Richarda I. Údajně se mu takto vévoda odvděčil za to, že mu během lovu zachránil život před útočícím kancem, když proklál zvíře svým mečem až po jílec.
Tankred byl zakladatelem rodu Hautevillů, který hrál významnou roli v normanském záboru jižní Itálie a Středozemí. Poté, co předal své panství jednomu z potomků (Serlo?, Geoffrey?), vyzval ostatní své syny, aby si majetky vydobyli mečem a lstí. Postupně odešla většina jeho synů do jižní Itálie a dobyla zde velká území. Počínaje jeho synem Rogerem vládl rod Hautevillů sicilskému hrabství a sousedícím oblastem Apeninského poloostrova (Apúlie, Kalábrie), které Tankredův vnuk Roger II. sjednotil pod svojí vládou jako sicilské království.

## Rodina
S první ženou Muriellou měl pět synů a nezjištěný počet dcer:
- Serlo z Hauteville
- Geoffrey (Gaufred), pán z Hauteville, hrabě z Loritello
- Vilém Železná paže, hrabě apulský
- Drogo z Hauteville, hrabě apulský
- Humphrey, hrabě apulský
- Beatrix

S druhou ženou Fressendou (Fredesendou) měl dalších sedm synů a dceru:
- Robert Guiscard z Hauteville, hrabě apulský a sicilský
- Mauger z Hauteville
- William z Hauteville
- Aubrey
- Humbert (Hubert)
- Tancred
- Roger z Hauteville, hrabě sicilský
- Fressenda